# Электрическая активность кожи
Электрическая активность кожи (ЭАК), ранее именовалась как кожно-гальваническая реакция (КГР) — биоэлектрическая реакция, которая регистрируется с поверхности кожи, показатель активности вегетативной нервной системы, широко применяемый в психофизиологии.

## Показатели ЭАК
В настоящее время термин ЭАК объединяет ряд таких показателей, как:
- уровень потенциала кожи УПК (SPL)
- реакция потенциала кожи РПК (SPR)
- спонтанная реакция потенциала кожи СРПК (SSPR)
- уровень сопротивления УСК (SRL) или уровень проводимости кожи УПрК (SCL)
- реакция сопротивления кожи РСК (SRR) или реакция проводимости кожи (РПрК или SCR)
- спонтанная реакция сопротивления кожи СРСК (SSRR) или спонтанная реакция проводимости кожи СРПрК (SSCR)

Разные показатели ЭАК могут нести различную информацию о лежащих в её основе процессах.

### Регистрация показателей
В психофизиологии ЭАК применяется как показатель «эмоционального» и «деятельностного» потоотделения и регистрируется обычно с кончиков пальцев или с ладони биполярными неполяризующими электродами, хотя также может измеряться с подошв ног, со лба и в области подмышечных впадин. В силу циклического характера выделения пота потовыми железами, записи ЭАК имеют колебательный характер. При применении метода Фере с приложением внешнего тока (экзосоматический метод) показателями считается проводимость (ПрК) или сопротивление кожи (СК), при использовании метода Тарханова (эндосоматический метод) — электрический потенциал кожи (ПК).
Ранее многие психофизиологи в своих исследованиях придерживались предположения, что место отведения ЭАК не имеет существенного значения. Так Булл и Гэйл (Bull, Gale) продемонстрировали, что при прослушивании испытуемыми серии тонов реакции, которые регистрируются с обеих рук, оказываются сходными. Однако ряд исследований указывают, что это предположение оказывается верным не всегда. Так Варни (Varni) обнаружил, что в ходе выработки классического условного рефлекса более сильная электрическая реакция кожи выявляется на той руке, на которую подается электрический удар. Мыслободский и Рэтток (Mystobodsky, Rattok) показали возникновение на левой руке большей реакции на зрительные стимулы в сравнении со словесными, что согласуется с современными представлениями о межполушарной асимметрии.
С точки зрения электроники, более простой и дешевой является непосредственная регистрация сопротивления, в связи с этим большинство исследователей продолжает использовать приборы, измеряющие СК, а затем через применение нелинейных преобразований переводят получаемые данные в величины проводимости (ПрК), в силу предпочтения данного показателя по ряду причин. Один из доводов к такому предпочтению основывается на биологических соображениях и заключается в том, что потовые железы функционируют как ряд параллельно включенных резисторов. Так как проводимость группы параллельно включенных проводников равняется сумме их проводимостей, увеличение проводимости прямо пропорционально числу включающихся в работу потовых желез. Дэрроу (Darrow) независимо выявил линейную связь проводимости кожи с секрецией пота, которая отсутствует у сопротивления кожи. Со статистической точки зрения, также предпочтительным является применение величины ПрК в сравнении с СК, в силу того что ее распределение ближе к нормальному, нежели у величин СК.

### Тонические и фазические показатели
В качестве индикаторов ЭАК рассматриваются следующие характеристики:
- Уровень — тоническая составляющая ЭАК (длительные изменения показателей);
- Реакция — фазическая составляющая ЭАК, занимающая всего несколько секунд (изменения малой длительности, вызываемые определенным раздражителем);
- Спонтанные реакции — краткосрочные изменения, не обнаруживающие видимой связи с внешними стимулами.[5] Общее число таких фазических реакций на данном временном промежутке (частота спонтанной активности) представляет собой также тонический показатель ЭАК. О частоте СРПрК также можно говорить при медитации,[12] при определении способностей по тестам IQ,[13] при просмотре волнующего фильма[14].

Ряд работ указывает на то, что два тонических показателя ПрК — УПрК и СРПрК — возможно, связаны с разными типами активности. Так, в эксперименте Килпатрика (Kilpatrick), было обнаружено, у большинства испытуемых повышение УПрК без соответствующих изменений СРПрК во время тестирования IQ и одновременное повышение обоих показателей при прохождении того же теста, предлагаемого для оценки степени повреждения мозга. Этот факт согласуется с данными о том, что спонтанная активность возрастает при эмоциональном стрессе, тогда как изменения уровня возникают как вследствие эмоций, так и при умственной работе.
Уровень тонического электрокожного сопротивления применяется в качестве показателя функционального состояния центральной нервной системы: в расслабленном состоянии (например, во сне) сопротивление кожи повышается, а при высоком уровне активации понижается. Фазические показатели остро реагируют на напряжение, тревогу, усиление мыслительной деятельности.

## Физиологические основы
Возникновение ЭАК, главным образом, связано с активностью потовых желез кожи человека, однако, её физиологическая основа до конца не изучена. Хотя ранние исследователи предполагали, что в определении электрической активности кожи могут участвовать и иные факторы, помимо активности потовых желез: так некоторые ученые считали, что ЭАК отражает мышечную активность, тогда как другие говорили о возможном участии периферических кровеносных сосудов. Мышечная теория была довольно скоро отклонена. Несколько позже ряд экспериментов опроверг и возможность сосудистой теории Так Лэйдер и Монтегю (Lader, Montagu) продемонстрировали, что при подавлении фармакологическими средствами реакции потовых желез РПрК исчезает, в то время как при подобной блокаде периферических кровеносных сосудов РПрК сохраняется без изменения. Однако, до сих пор остается до конца не ясной возможность влияния сосудистой системы на кожный потенциал.
Несмотря на то, что нейромедиатором для потовых желез является ацетилхолин (передатчик, характерный для парасимпатической системы), они находятся под контролем симпатической нервной системы (например, разрушение симпатической нервной системы на одной стороне тела приводит к уничтожению ЭАК только на этой стороне). Ввиду этого, а также весьма распространенного убеждения, что симпатическая реакция имеет диффузный характер, ЭАК применялась в прошлом в качестве грубого индикатора активации симпатической системы. Однако исследование связей потовых желез с центральной нервной системой выявляет необоснованность такого упрощенного подхода). К потовым железам поступают влияния от коры больших полушарий и глубинных структур мозга: гипоталамуса и ретикулярной формации.
У человека на теле имеется 2-3 миллиона потовых желез, однако их количество на разных участках тела сильно варьируется. Так на ладонь ладонях и подошвах плотность распределения потовых желез порядка 400 на квадратный сантиметр поверхности кожи, на лбу — около 200, на спине — около 60. Хотя точное число желез на единицу площади у разных людей бывает разным, соотношение их числа в разных местах весьма постоянно. Выделение пота железами осуществляется постоянно.
- Апокринные железы находятся, главным образом, в подмышечных впадинах и в паху, развиваются из волосяных фолликулов реагирует на раздражители, вызывающие стресс и не имеют непосредственной связи с регуляцией температуры тела.[5] Считается, что именно эти железы определяют запах тела[19] .
- Эккринные железы располагаются по всему телу. Их главная функция состоит в терморегуляции. Среди них железы, располагающиеся на ладонях и подошвах ног, а также в меньшей степени на лбу и под мышками, реагируют, главным образом, на внешние раздражители и стрессовые воздействия.[5] Однако такое подразделение желез имеет относительный характер. Так в условиях сильной жары «эмоциональные» железы способны реагировать на нее, в условиях же крайнего стресса на него могут отвечать и терморегуляторные железы.

В экспериментах было показано, что активность потовых желез отражает определенные события, протекающие в головном мозге. В работе Бернстейна, Тэйлора и Уэйнстейна (Bernstein, Taylor, Weinstein) была продемонстрирована ключевая роль «психологической значимости» физического стимула для предсказания реакции потовых желез. При этом величина реакции потовых желез закономерно связана с интенсивностью осознаваемых переживаний. В своей работе «Сознание и гальванометр» Э.Маккерди (McCurdy) резюмировал данные об усилении потоотделения в отчет на эмоционально окрашенные стимулы.
Существует ряд основных гипотез о биологическом значении «эмоционального» потоотделения. Согласно традиционной точке зрения, приписываемой Дэрроу (Darrow, 1936), повышенное потоотделение позволяет руке лучше что-либо схватить и ведет к усилению тактильной чувствительности, кроме этого увлажнение ладоней и подошв делает их менее уязвимыми для ссадин и порезов. Все эти изменения являются благоприятными в угрожающей ситуации и весьма понятны в эволюционном аспекте. Существуют и другие более сложные теории относительно тонких физиологических эффектов такого потоотделения.

## Модель «цепи потоотделения» Р.Эдельберга
Эдельбергером (Edelberg) была разработана модель «цепи потоотделения». Ученый исходит из того, что полость потовой железы имеет заметный отрицательный потенциал в сравнении с окружающей тканью, что является основной электродвижущей силой ПК. Количество пота, стоящего в протоке, определяет тонический уровень показателей ЭАК. РПрК или РПК выявляются при выталкивании пота по протоку вследствие секреции под влиянием симпатических нервов или сокращения миоэпителиальных волокон, в большей степени контролируемых гормонами. Затем пот либо медленно диффундирует через стенку протока в роговой слой, либо активно реабсорбируется мембранами клеток протока. Форма поздних компонентов реакций определяется соотношением этих двух процессов.
Помимо простой формы РПК, при которой все изменения сводятся к кратковременному увеличению электронегативности, часто наблюдаются более сложные формы. Так выделены однофазная и двухфазная волны РПК, которые определенным образом соотносятся с фазой восстановления (возвращения к исходному уровню) при РПрК. При медленном диффундировании пота через стенку протока, проводимость кожи постепенно возвращается к исходному уровню. Обычно такому медленному восстановлению сопутствует однофазный сдвиг кожного потенциала. Медленное восстановление при РПрК и однофазная отрицательная РПК служат признаком быстрого движения пота вверх по протоку, обусловленного его усиленным выделением или сокращением мышцы в основании железы. По всей видимости, двухфазная РПК, соотносящаяся с быстрым восстановлением РПрК, наблюдается при активной реабсорбции пота за счет изменения в мембранах клеток протока.
В соответствии с этой моделью разные показатели ЭАК, а также разные компоненты одного ответа могут являться отражением разных биологических процессов. Так различие однофазных и двухфазных отрицательных РПК применяется в исследованиях характера формирования реакций в связи с поведением. В одном из экспериментов у испытуемых под влиянием громкого тона появлялись РПрК с медленным восстановлением, однако, при подаче того же тона, служащего сигналом для возможно более быстрого нажатия кнопки, скорость восстановление при РПрК возрастала. Эти данные в числе прочих послужили возникновению вывода у Эдельберга, согласно которому активный процесс реабсорбции пота, связанный с быстрым восстановлением, является признаком целенаправленного характера данной активности. Реабсорбция — биологически адаптивный процесс, предохраняющий кожу от переувлажнения, способного затруднять тонкие движения. РПрК с медленным восстановлением определяется как защитная реакция, при которой пот сохраняется на поверхности или около поверхности кожи для уменьшения риска появления ссадин.

## История
В 1849 году немецкий физиолог Дюбуа-Реймон (Dubois-Reymond) впервые заметил, что кожа человека имеет электрическую активность. Погружая конечности испытуемых в раствор сульфата цинка, он обнаружил движение электрического тока между конечностью с сокращающимися мышцами и расслабленной конечностью. В связи с этим он посчитал электрическую активность кожи связанной с активностью мышц.
В 1878 году в Швейцарии Герман и Люкхингер (Hermann, Luchsinger) продемонстрировали связь электрической активности кожи с потовыми железами. Герман показал, что электрическая активность в большей степени выражена в области ладоней, полагая что активность потовых желез является при этом важным фактором.
В 1879 году во Франции Вигуру (Vigouroux) первым применил ЭАК в психологической деятельности, работая с психически неуравновешенными пациентами.
В 1888 году французский физиолог К.Фере при работе со случаем больной истерической анорексией, именуемой им «мадам Икс», выявил, что при пропускании слабого тока через предплечье происходили систематические изменения в электрическом сопротивлении кожи. В 1889 году российский физиолог Иван Тарханов показал наличие сходных электрических сдвигов и при отсутствии приложения внешнего тока. Были открыты изменения электрической активности кожи при внутренних переживаниях, а также в ответ на сенсорное раздражение. В настоящее время полагают существование различий физиологических основ показателей, измеряемых данными методами. В прежние времена оба этих показателя обозначались общим терминов «кожно-гальваническая реакция». Теперь при применении метода Фере с приложением внешнего тока (экзосоматический метод) показателем считается проводимость кожи (ПрК), при использовании метода Тарханова (эндосоматический метод) — электрический потенциал кожи (ПК).
Карл Юнг(Jung) рассматривал КГР в качестве объективного физиологического «окна» в бессознательные процессы, постулированные его наставником Фрейдом. Именно в работе Юнга было впервые показано, что величина электрической реакции кожи служит отражением, вероятно, степени эмоционального переживания.
Уоллер (Waller) исследовал КГР у испытуемых, мысленно представлявших себе немецкий воздушный налет на Лондон.
Сиц (Syz) относился к числу ранних исследователей, полагавших, что КГР является лучшим индикатором эмоций, нежели собственной отчет испытуемого о его переживаниях. Он выявил, что у студентов-медиков такие слова, как «проститутка», «зря потраченная молодость» или «неоплаченный счет», провоцируют КГР, в то время как сами испытуемые сообщали об отсутствии эмоций на эти слова. Ученый полагал, что в силу социальных табу эти эмоциональные реакции не осознаются, но в то же время остаются эмоциональными. Однако в данном эксперименте изменения КГР у студентов-медиков служат, скорее, показателем ориентировочной реакции.
В 1928 году Бэйли(Bayley) в своей работе, посвященной исследованию страха, на основе анализа субъективных отчетов испытуемых, а также их физиологических реакций в виде изменений ЭАК сделала вывод о существовании двух типов страха: испуг от неожиданности и страх, обусловленный пониманием ситуации.
Также в 1928 Линде (Linde) выявил, что более смешные шутки закономерно вызывали более выраженную КГР (зависимость, выражающаяся логарифмической кривой Вебера — Фехнера).
Австрийский психоаналитик В. Райх (Reich) изучал ЭАК в его экспериментах в психологическом Институте при Университете Осло, в 1935 и 1936 в рамках разработки его гипотезы об оргонической энергии
Е. Н. Соколов в своих исследованиях пришел к выводу о возможности различения ориентировочной реакции на новые раздражители и оборонительной реакции на стимулы угрожающего характера на основе сравнения характера кровотока в коже головы: ориентировочная реакция сопровождается расширением артерий лба, а оборонительная реакция — сужением этих сосудов. Виноградова О. С., В психофизиологических исследованиях скорость привыкания, выражающегося в снижении реакции на многократно повторяющийся раздражитель, часто служит в качестве зависимого показателя и измеряется, например, как число подач раздражителя, прежде чем исчезнет электрокожная реакция. Так с помощью этого метода было выявлено, что у больных шизофренией привыкание осуществляется медленнее, чем у нормальных людей.
К 1972 году было опубликовано в специализированных изданиях более чем 1500 статей об ЭАК. На сегодняшний день ЭАК считается наиболее популярным методом для исследования психофизиологических явлений человека. По состоянию на 2013 год, по-прежнему наблюдается рост применения ЭАК в клинической практике.

## Применение
ЭАК является мерой активности вегетативной нервной системы с долгой историей, применения в психологических исследованиях. Хьюго Д.Кричли с кафедры психиатрии медицинской школы Брайтона и Сассекса утверждает: «ЭАК — это чувствительный психофизиологический индикатор изменений вегетативного симпатического возбуждения, которое связано с эмоциональными и когнитивными состояниями». В БОС-терапии ЭАК применяется как показатель стрессовой реакции пациента для обучения его навыкам контролирования тревоги
Часто регистрация ЭАК осуществляется в сочетании с регистрацией частоты сердечных сокращений, частоты дыхания и артериального давления, также являющимися показателями активности вегетативной нервной системы. ЭАК используется как один из регистрируемых параметров в современных полиграфных устройствах, которые часто применяются при детекции лжи.
Список и описание приборов, работающих на принципе измерения ЭАК (электрическая активность кожи, или ранее именовалось как кожно-гальваническая реакция (кгр)).
Измерение ЭАК также становится все более популярным в гипнотерапии и психотерапевтической практике для определения глубины гипнотического транса перед началом суггестивной терапии. Когда травматические переживания вызываются клиентом (например, во время гипноанализа), непосредственные изменения в интенсивности потоотделения могут означать, что клиент испытывает эмоциональное возбуждение.
В настоящее время в Европе проводится многоцентровое исследование под руководством исследовательской компании Emotra при сотрудничестве с психиатрической ассоциацией (недоступная ссылка) (EPASS) того, насколько электрическая гиперактивность кожи может быть показателем повышенного риска совершения суицида среди пациентов с депрессией. Исследование охватывают 17 клиник в 10 европейских странах и будет завершено в 2016 году. Основа для данной гипотезы была опубликована в Journal of Psychiatric Research.